# 神机营 (明朝)

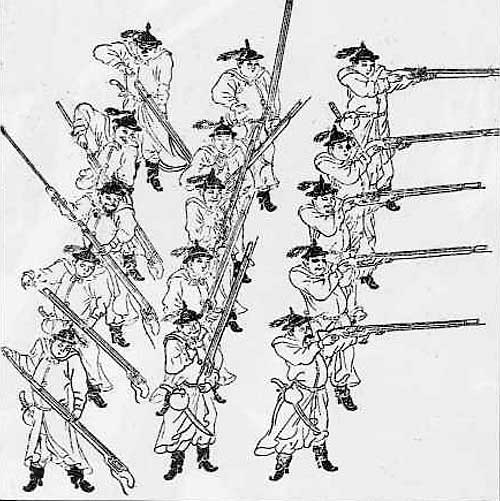
《火龍經》中的明朝鳥銃隊

神机营是明朝京城禁衛軍三大營之一（其餘兩營為五軍營及三千營），是军队中专门掌管火器的特殊部队。

## 建立
明成祖平交阯後，得神機槍砲法，特置神機營肄習。該營装备有火枪、火铳等，后期又添置火绳枪。明正统十四年（1449年）土木之变后，三大营丧失几尽，后改革军制，建立营团，未入选的军士归本营，称“老家”，嘉靖时罢营团，恢复三大营旧制。

## 编制
神机营担负着“内卫京师，外备征战”的重任，主管操练火器及随驾护卫马队官兵，是朝廷直接指挥的战略机动部队。神机营与明初创编的卫所驻军的编制不同，其最高编制级别为营，营编提督内臣2人、武官2人、掌号头官2人；营下编中军、左掖、右掖、左哨、右哨五军，各设坐营内臣1人、武臣1人，除中军下领四司外，其余各领三司；每司设监枪内臣1人、把司官1人、把牌官2人。营专习神枪、神炮。稍后，又得都督谭广马5000匹，称五千下营，附于神机营，设官如神机营以下各军，营下编四司，每司设把司官2人。

## 明朝初年神机营装备
全营兵力：步兵3,600人（全配火器）；骑兵1,000人；炮兵400人（管理野战重炮及大连珠炮）；共计官兵5,000人。
装备火器：霹雳炮3,600杆（步兵火铳）；合用药9,000斤；重八钱铅子900,000个；大连珠炮200杆（多管火铳）；合用药675斤；手把口400杆（炮兵防身用手铳）；盏口将军160位（野战重炮）。

## 战法
据史载，神机营为了能够保证长时间持续的射击，通常使用“三段击”战术，此战术分为三排，前一排首先由处于队列第1、3、5、7、9、11等位置的士兵射击，再由处于队列第2、4、6、8、10、12等位置的士兵射击。前一排的士兵在每一次射击之后，马上将火铳递回中间一排的士兵，同时从中间一排的士兵手中接过装好弹药的神机铳。中间一排的士兵一方面负责从前排士兵的手中接过射击之后的火铳，并向后传递给第三排的士兵装上弹药；另一方面负责从第三排士兵的手中接过已经装好弹药的火铳，并向前传递给前一排的士兵，如此反复轮换。此法本是沐英镇守云南时用于对付敌方大象，后经明成祖改良为对付机动性更强的骑兵，先由装备火铳的士兵射击敌方骑兵，射击后立刻退向军队侧翼之后便由三千营及五军营的骑兵继续对敌方骑兵展开第二次打击，再其后便由五军营的步兵用反制骑兵武器，对敌方骑兵进行第三次打击。